# Sniper Elite: Resistance
Sniper Elite: Resistance est un jeu vidéo de tir à la troisième personne développé et édité par Rebellion Developments. Sixième opus majeur de la série des Sniper Elite, il est sorti le 30 janvier 2025 sur PlayStation 4, PlayStation 5, Windows, Xbox One et Xbox Series, mais a reçu des critiques mitigées.

## Système de jeu
Comme ses prédécesseurs, Sniper Elite: Resistance est jeu de tir à la troisième personne. Chaque niveau est une grande zone ouverte que les joueurs peuvent explorer librement, et il existe souvent plusieurs façons les objectifs. Les joueurs peuvent user de la discrétion pour contourner les ennemis, explorer la carte, écouter les conversations des PNJ pour trouver des itinéraires et méthodes alternatives et utiliser des armes à feu, qui peuvent être personnalisées, pour tuer les ennemis. Le jeu propose également des objectifs facultatifs.
Lorsque le joueur tue un ennemi à l'aide d'un fusil de sniper à longue distance, la camera suit la balle et montre par une vision à rayons X les parties du corps, os et organes internes du corps touchés par la balle.
La campagne du jeu peut être jouée en solo ou en ligne avec un autre joueur en coopération. Le jeu a également introduit le Propaganda, qui demande aux joueurs de relever des défis de combat basés une contrainte de temps en tant que combattant anonyme de la résistance. Ces missions sont débloquées en collectant des affiches de propagande dans le jeu principal. Le mode multijoueur asymétrique Invasion de Sniper Elite 5 est réintroduit, et est également proposé un mode multijoueur compétitif à 16 joueurs.

## Histoire
Contrairement aux opus précédents, Sniper Elite: Resistance met en vedette un nouveau personnage principal, Harry Hawker (déjà apparu dans les trois précédents opus en tant que deuxième personnage jouable en coop), dans une histoire parallèle aux évènements de Sniper Elite 5 se déroulant en 1944 dans la France occupée.

## Développement
Selon Rebellion, Sniper Elite: Resistance est dans la lignée de son prédécesseur concernant les mécaniques de jeu, bien que l'équipe ait ajouté quelques nouvelles fonctionnalités, telles qu'un nouveau type de grenade et un nouveau mode chronométré. Bien que Sniper Elite 5 incluait des mises à jour se déroulant dans la France de Vichy, l'équipe a décidé de créer un jeu autonome se déroulant dans cet endroit car l'équipe « sentait qu'il y avait beaucoup plus à explorer ».
Spy Academy, un niveau de Sniper Elite 5 qui a reçu les éloges des critiques, a servi d'inspiration globale aux concepteurs de niveaux de Resistance.

## Sortie
Sniper Elite: Resistance a été officiellement annoncé par Rebellion Developments en août 2024 à la Gamescom. Le jeu est ensuite sorti sur PlayStation 4, PlayStation 5, Windows, Xbox One, et Xbox Series 30 janvier 2025, et rendu disponible au lancement sur les différentes formules du Xbox Game Pass sans frais supplémentaires.

## Accueil critique
Sniper Elite: Resistance a reçu des critiques « mitigées ou moyennes » de la part des critiques pour les versions PC et Xbox Series X/S, tandis que la version PS5 a reçu des critiques « généralement favorables », selon Metacritic. GameSpot a attribué au jeu la note de 6/10, valorisant la variété des modes de jeu et les mécanismes de jeu, mais critiquant le manque d'innovation et les nouvelles missions de « propagande ». Dans une critique mitigée, Eurogamer a qualifié le titre de peu ambitieux. Cependant, ils ont loué le jeu pour avoir conservé le facteur plaisir de la série.